# 153298 Паульмайєрс
153298 Паульмайєрс (153298 Paulmyers) — астероїд головного поясу, відкритий 29 березня 2001 року.
Тіссеранів параметр щодо Юпітера — 3,178.